# Pustka (województwo pomorskie)
Pustka (kaszub. Pùstka) – kolonia w Polsce, w województwie pomorskim, w powiecie kartuskim, w gminie Stężyca, na obszarze Pojezierza Kaszubskiego. Wchodzi w skład sołectwa Niesiołowice.
Do 2023 miejscowość była częścią wsi Niesiołowice.
W latach 1975–1998 Pustka położona była w województwie gdańskim.
Pustka 31 grudnia 2011 r. miała 14 stałych mieszkańców.